# SNP (힙합 크루)
SNP는 나우누리에 존재했던 대한민국의 힙합 크루이다. 나우누리의 흑인 음악 소모임에서 1999년 정식 발기를 했으며, 시간이 지나면서 PC 통신의 쇠퇴와 함께 자연스레 해체되었다.

## 창립과 해체
첫 SNP의 뿌리는 나우누리 동호회 Dope Soundz에 있다. 1990년대 중반 댄스 동호회 Kick It Up에서 파생되어 생긴 이 동호회는 많은 래퍼들 외에 칼럼니스트 등을 배출하였으며, 매니아적인 성격으로 당시의 BLEX와 함께 대표적 PC 통신 흑인 음악 동호회였다. BLEX가 자체 앨범을 발매하면서 차츰 창작에 대한 욕구가 생긴 Dope Soundz의 멤버들 몇몇이 1999년에 따로 나와서 자신들만의 창작 및 감상 동호회를 만들었는데 그것이 SNP이다. 초대 시삽은 Defconn이었으며, 정식 명칭은 Show N Prove로, SNP라는 줄임말이 보편적으로 사용되었다.
SNP에서는 Tragic Temple의 앨범을 시작으로 다수의 앨범을 자체 제작하여 소량 판매하기도 하였다. 2000년에는 조PD와 DJ Uzi를 디스한 "노자"란 곡이 4WD와 Verbal Jint에 의해 발표되어 파문이 되었는데, 이때 그들이 선보인 다음절 라임은 한국 힙합씬에 신선한 충격이 되었다. 이후 좀 더 판매 범위를 넓혀 Verbal Jint의 EP Modern Rhymes, Defconn의 EP "Straight from tha Streetz" 등을 발표했고, 당시 언더씬의 대표라고 할 수 있는 Masterplan을 디스하기도 하였다. 이들의 음악은 당시 한두글자에 그치던 라임을 좀 더 화려하게 꾸미고 좀 더 가벼운 내용으로 가사를 써내려갔으며, 이후의 힙합씬에도 크게 영향을 주었다.
이후 SNP는 PC 통신의 쇠퇴와 함께 자연스레 모이던 사람들이 흩어져서 2002년 이후에는 이들의 이름을 앞세운 활동이 없어진 상태이다. 하지만 당시 회원들의 친분은 아직도 남아 그들간의 잦은 콜라보가 여전히 보이고 있다.

## 멤버
SNP는 나우누리 동호회였으므로, 넓게 보면 가입했던 회원 전원을 총괄하나, 당시 그리고 현재 음악 활동을 하는 사람들은 다음과 같다.
- Defconn
- Verbal Jint
- 휘성
- 정인
- 4WD
- P-Type
- 결정
- Trish Park
- B-Soap
- Krucifix Kricc
- Tafka Buddah
- Tragic Temple - Tafka Buddah, Hustla, Mark1, A.U, Mazik, B-Soap
- Dirty Mack
- Truly Unique
- Steady B
- 절정신운 한아
- 12 Life
- 거미
- Mazik
- The Illest I.L.L.S.
- Westylez - G-Ball, Hustla
- IX Gotti
- Da Real G
- ㅈ_hyun
- Lil'Shit
- Luna
- MMM
- Invisible Poet
- A.U.
- B-east
- C.Posse (Consciousnesse Posse) - DJ Rugged D, Dirty Mack, Lyrikwalitie
- Phat Assembler - Aquinaz, Dadaist, Sentimental Wolf
- Heroin

## 음반
SNP 내에서 발매된 음반만을 포함하였다.
- 1999년 6월 - Babie Luth LP
- 2000년 2월 - Tragic Temple "Chapter.1"
- 2000년 3월 - Trish Park "So Bad"
- 2000년 3월 - Krucifix Kricc "The Untouchable Rebellion"
- 2000년 7월 - Verbal Jint "Sex Drive"
- 2000년 7월 - 4WD "노자"
- 2001년 7월 - Defconn "Straight from tha Streetz"
- 2001년 7월 - Verbal Jint "Modern Rhymes"

## 디스 사건

#### 조PD & DJ Uzi를 향한 디스
2000년 발매된 4WD의 싱글 "노자"는 Verbal Jint와 Lucy가 함께 한 곡으로, 조PD와 DJ Uzi를 디스하는 곡이다.
스타의식의 DJ uzi의 의지 없어보이는 rappin'이 요새 나의 귀를 건드리지

간드러지는 uzi's mind 음성 변조 목소리가 나오는 곳이 너의 주둥아린가

미국가서 욕만 배운 미친 조PD 그게 좋아 꼬붕이 된 DJ Uzi - 4WD "노자"
이는 DJ Uzi가 "Uzi's Mind"라는 조PD 디스곡을 발표한 후에 조PD의 레이블 스타덤에 들어가게 되자, 뜨려고 디스곡을 부른 것이 아니냐는 의혹에 부른 곡이다. 이에 대해 DJ Uzi, 현상, Deze가 함께 "불이강병천하"라는 곡으로 반격을 한 바 있다. Verbal Jint는 최근 Rhythmer.net과 한 인터뷰에서 여전히 DJ Uzi에 대한 감정이 완전히 사라지지는 않았음을 암시하는 발언을 하였다.

#### Masterplan을 향한 디스
2001년 7월 발매된 Defconn의 EP "Straight from tha Streetz"의 수록곡 No Joke는 Verbal Jint와 한 곡으로, 클럽 MP를 디스하는 곡이다.
니가 쓴 한자 가사를 한참 봤다

대체 이게 뭔소리야 혹시 넌 감 잡았냐?

난 잘 몰라 난감 혼란 주는 글자를 몽땅

적고 지랄하는 먹통 힙합 - Defconn "No Joke"
아이러니하게도 이 곡을 계기로 Defconn은 Masterplan에 알려져 클럽 MP 무대에 서게 되고, 레이블이 된 후에도 계약을 맺어 활동하게 되었다. Verbal Jint는 클럽 MP 무대에 서지 않았지만, MP HIPHOP 앨범에 참여하고 B-Boy Maximum 앨범에 참여하는 등 현재 좋은 관계를 유지하고 있다.

## 참고
- 한국힙합 열정의 발자취 - II 힙합+커뮤니티, 김영대 외, 2008, 한울출판사
- 힙합댄스 - 힙합 붐이 몰려오고 있다, Moon Project(편), Kick It Up(자료제공), 1999, 태을출판사